# Marcus Rutilius Lupus
Marcus Rutilius Lupus est un haut chevalier romain, préfet de l'annone entre 107 et 113 puis préfet d'Égypte entre 113 et 117 à la fin du règne de Trajan. C'est aussi un riche industriel à la tête d'importantes fabriques de briques sous les règnes de Trajan et Hadrien.

## Biographie

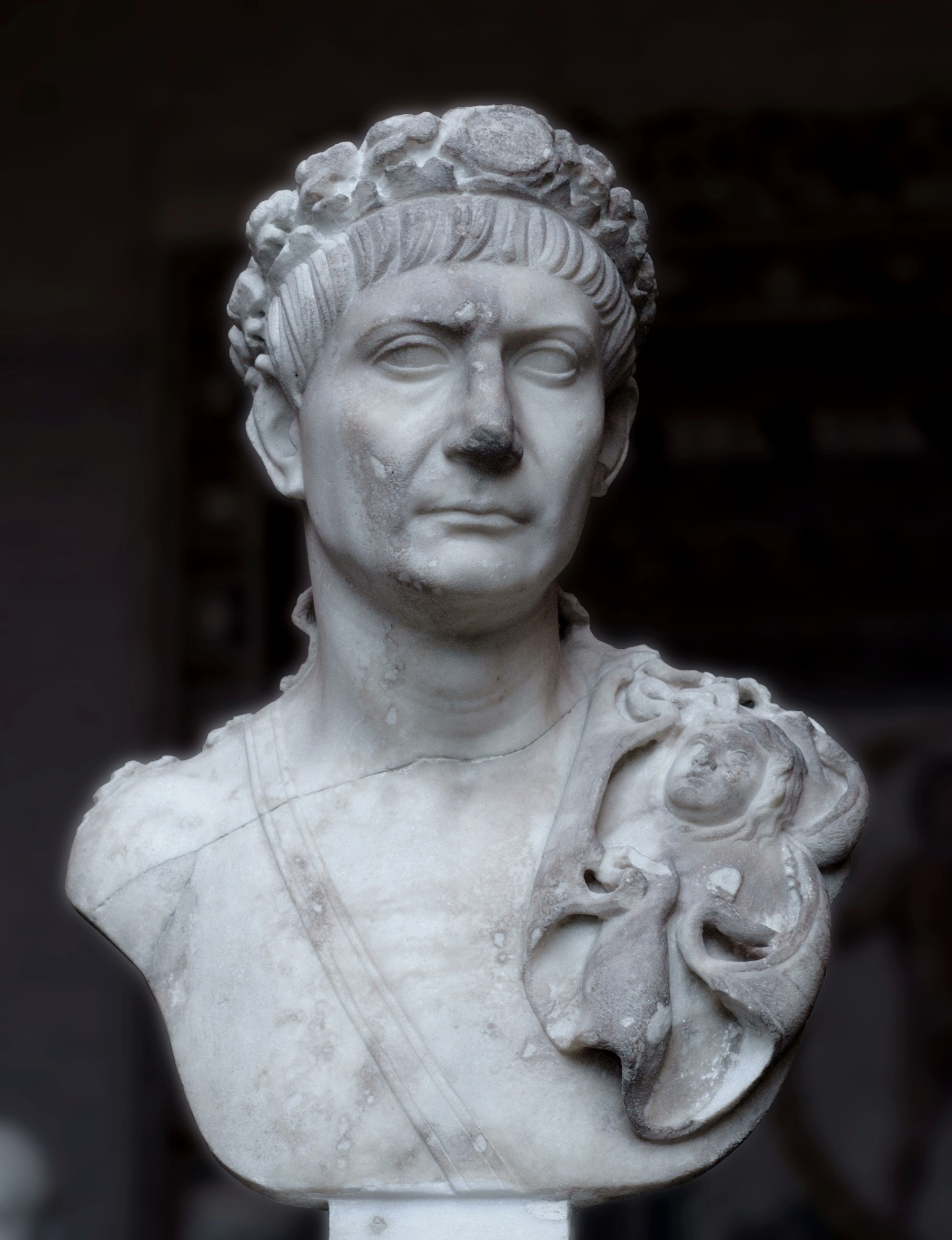
L'empereur Trajan (98 à 117).

C'est un chevalier de Bénévent nommé préfet de l'annone en l'an 107,, poste qu'il occupe jusqu'en 113.
Il est préfet d'Égypte entre 113 et 117, c'est-à-dire pendant les campagnes orientales contre les Parthes de l'empereur Trajan. Il succède à ce poste à Servius Sulpicius Similis. En tant que préfet, il consulte les juristes en 117 lors d'un procès concernant un mariage entre un soldat et une citoyenne romaine. 
Il est à ce poste lors de la grande rébellion juive de 115-117, qui ravage notamment toute l'Égypte et sa capitale Alexandrie, mais aussi Cyrène et Chypre. Rutilius Lupus réussit dans un premier temps à contenir la révolte initiale à Alexandrie, mais les autorités provinciales romaines sont vite dépassées et le préfet fait appel aux troupes impériales. L'empereur doit alors faire face à un sursaut des Parthes qui lui coupent sa retraite et l'armée d'Orient qu’il commande mobilise une grande partie des troupes disponibles dans la partie orientale de l'Empire, dont la légion romaine basée normalement près d'Alexandrie. Faute de troupes à disposition, le préfet est impuissant. L'empereur envoie finalement Quintus Marcius Turbo pour réprimer la rébellion juive qui a mené à la mort de très nombreux Grecs d'Égypte ainsi qu'à la destruction de nombre de monuments publics et de temples. On ignore le détail des campagnes menées par Turbo ainsi que les troupes à sa disposition, mais, à l'été 117, à la mort de l'empereur, la paix est restaurée. Lors de la répression, Rutilius Lupus a étendu sa protection aux résidents juifs d'Alexandrie qui ne se sont pas révoltés. L'ensemble de ces révoltes juives de 115-117 est connu dans l'Histoire sous le nom de guerre de Kitos, ainsi nommée en référence à Lusius Quietus qui réprime la révolte judéo-parthe en Mésopotamie.
Il est à la tête d'une importante figline, c'est-à-dire une briqueterie ou tuilerie. Il s'agit des figlinae Brutianae, dont on retrouve les estampiles sur les briques du Panthéon. Aux Ier et IIe siècles, de très nombreux monuments de Rome sont construits en brique, qui est le matériau de base. On connaît une autre famille qui détient une très importante entreprise de briqueterie à la même époque : les frères Cnaeus Domitius Curvius puis leur fille et petite fille Domitia Lucilla. Il maintient une position dominante sur le marché public dans les années 107 à 125, étant donc un proche des empereurs Trajan puis Hadrien. Ces liens avec les empereurs lui apportent un certain nombre de contrats, dont certains en commun avec les Domitii. On note notamment les thermes, les marchés et les bibliothèques de Trajan, le Panthéon et la villa d’Hadrien, ainsi que le portus, les horrea et le capitolium à Ostie,.

Monuments romains du IIe siècle construits en briques
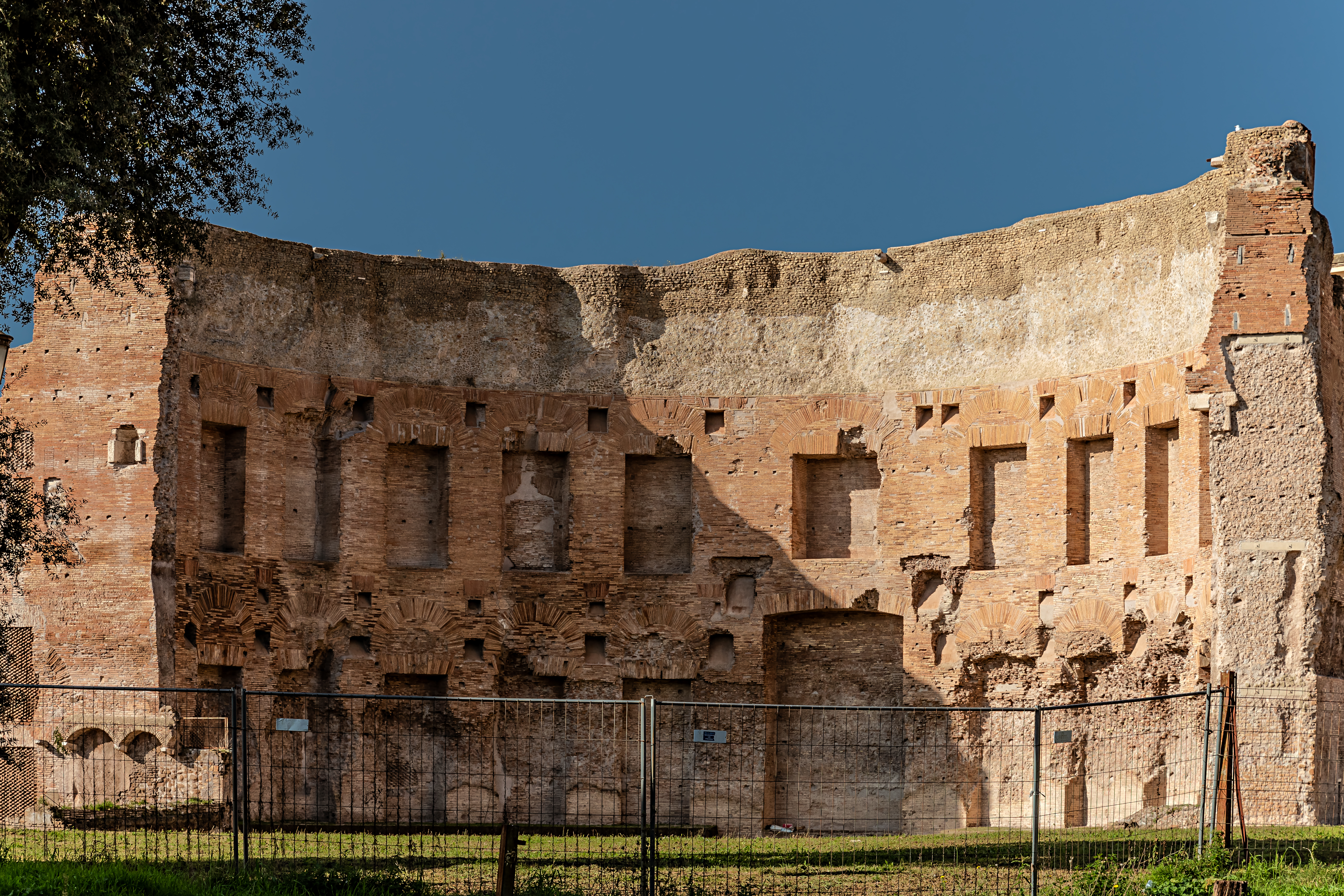
Les thermes de Trajan
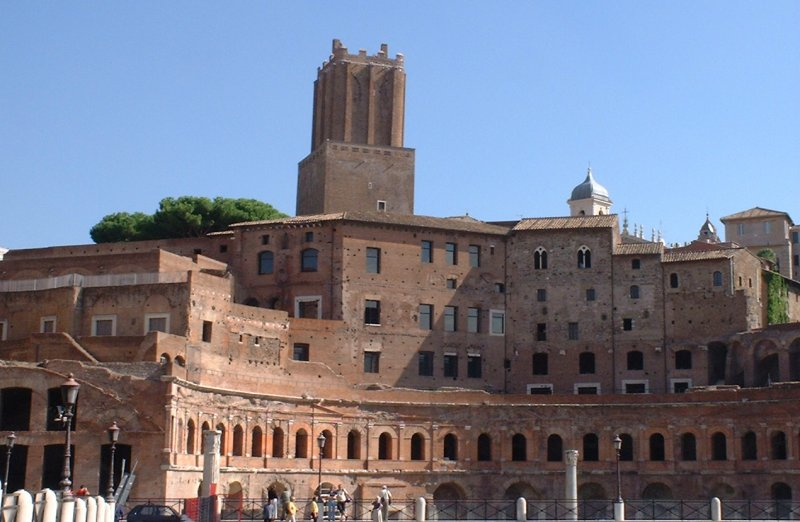
Les marchés de Trajan
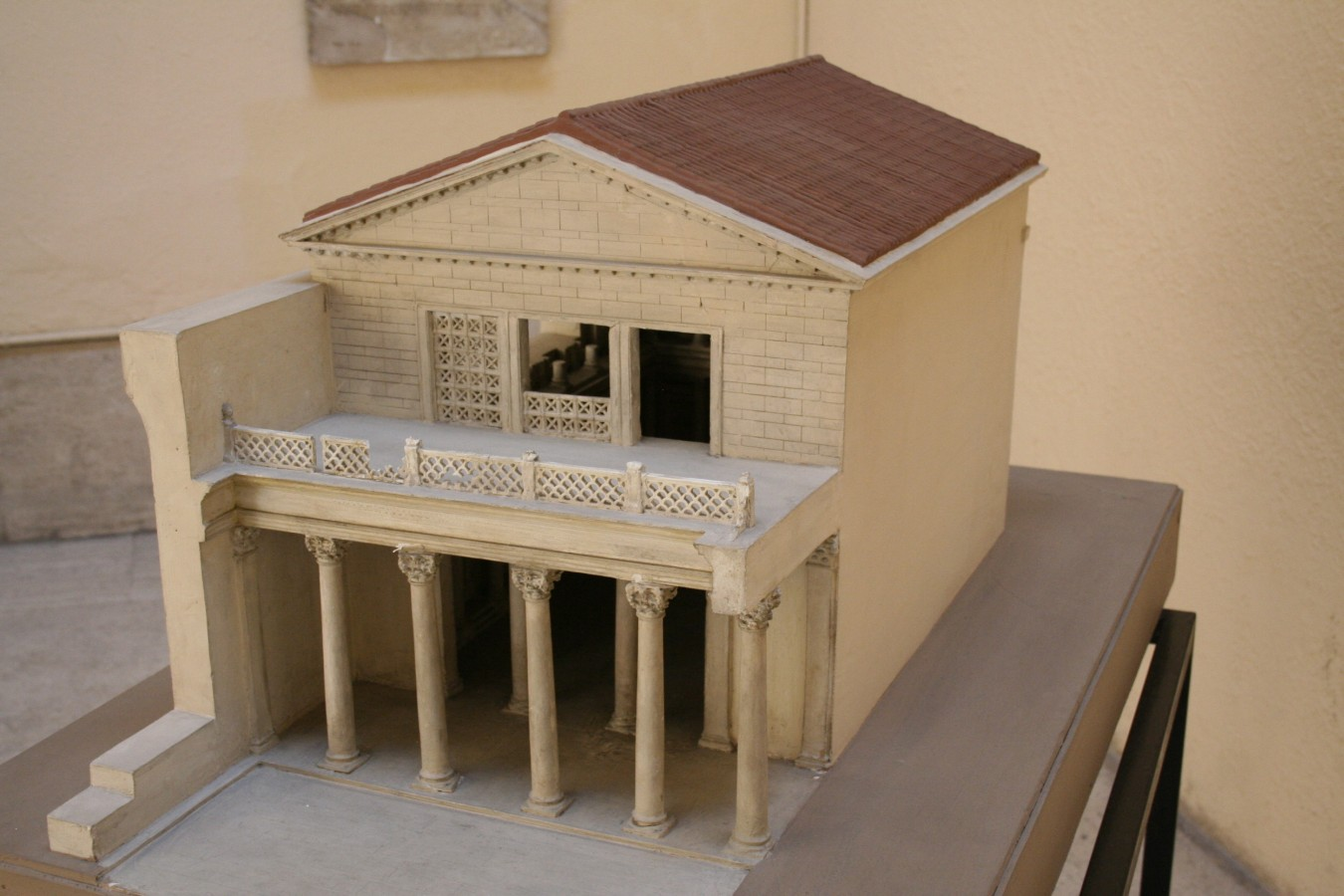
Une bibliothèque de Trajan
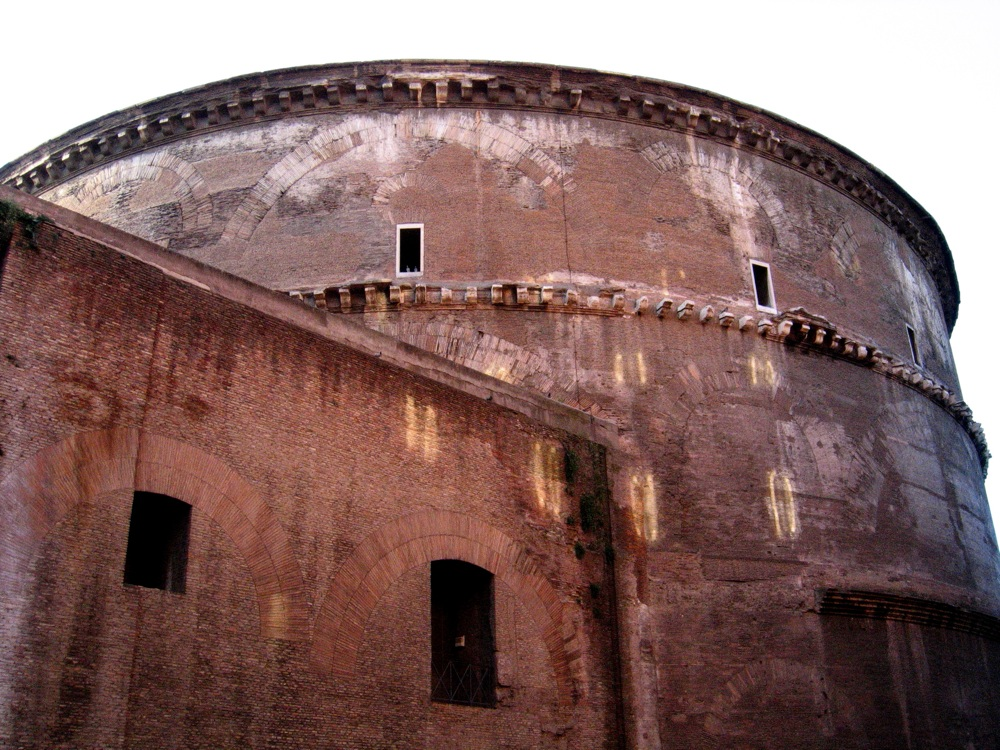
Le Panthéon d'Hadrien
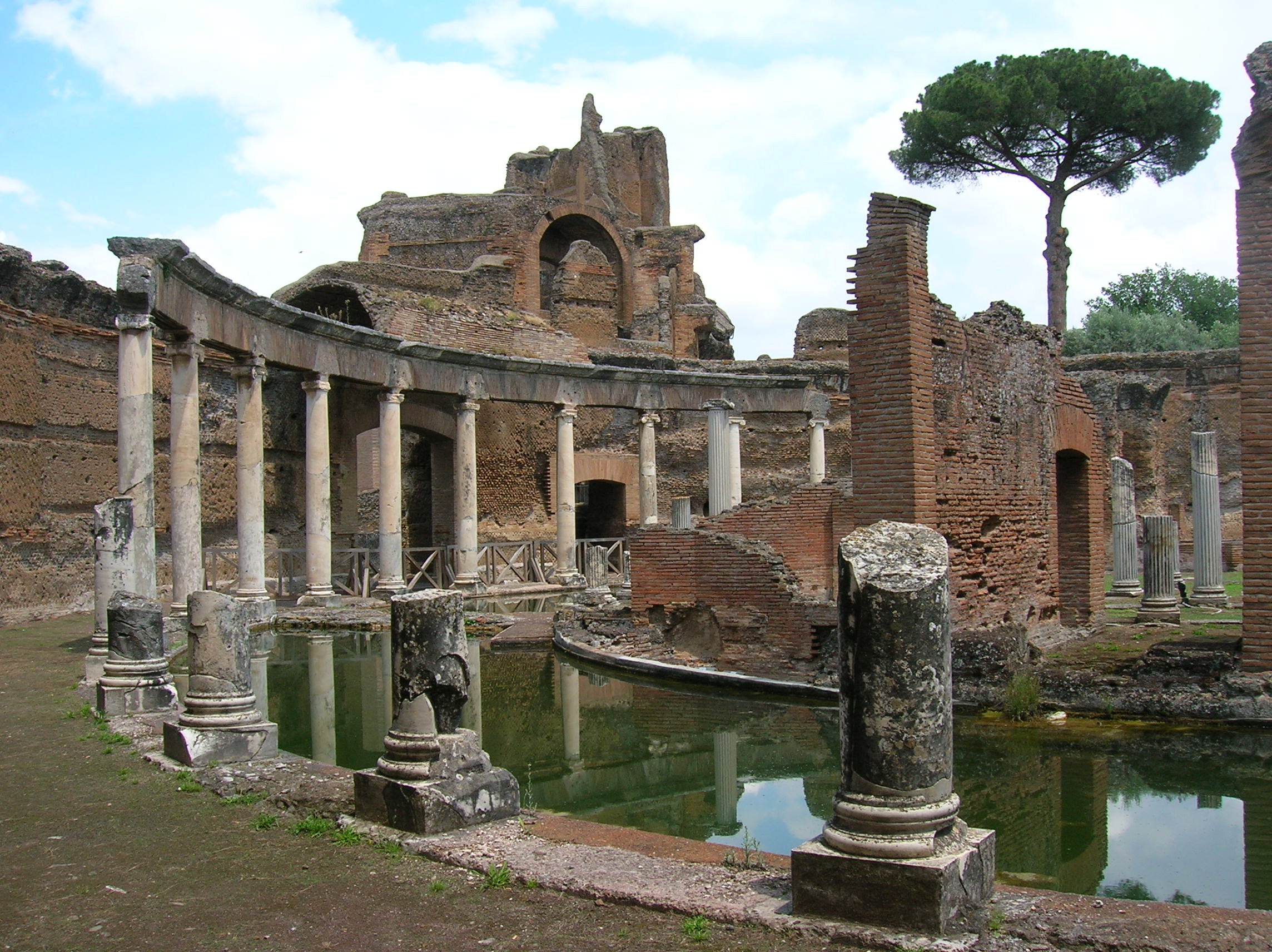
La villa d'Hadrien
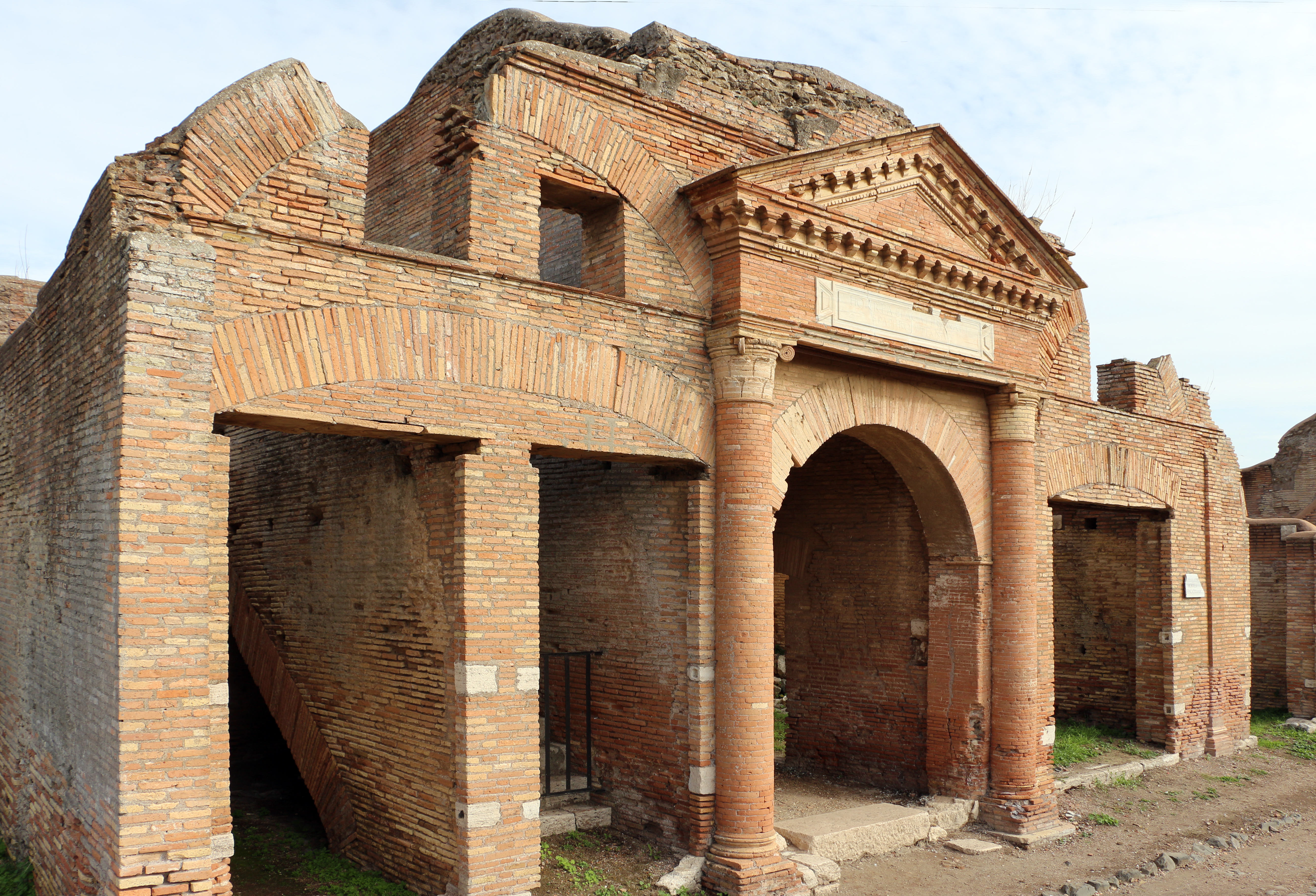
Les horrea d'Ostie
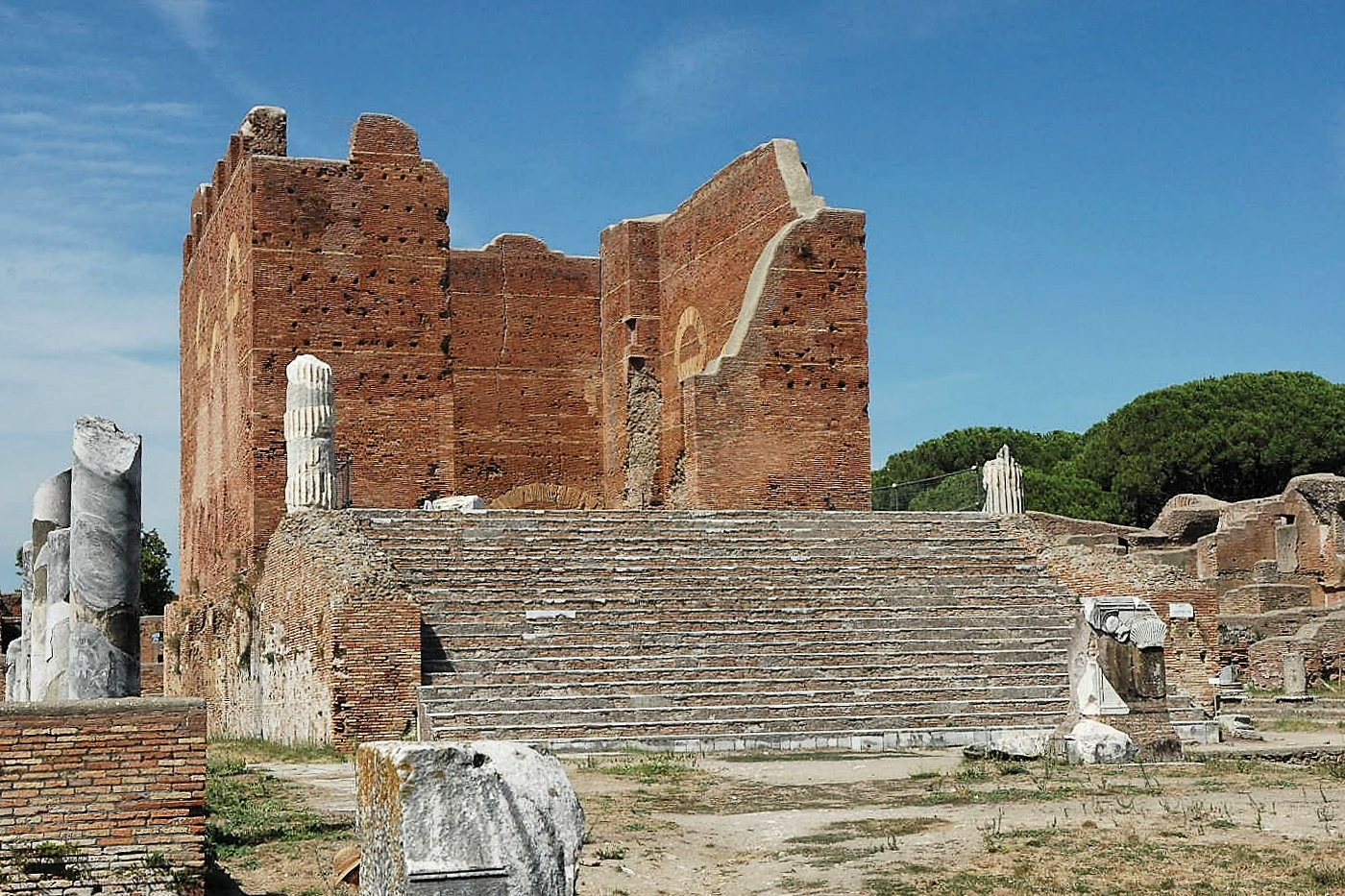
Le capitolium d'Ostie

Un Marcus Rutilius Lupus est tribun militaire de la legio XXII Primigenia, questeur, tribun de la plèbe puis légat d'Auguste de la legio XIII Gemina. C'est une carrière sénatoriale classique, donc ce Rutilius Lupus n'est pas chevalier. Le PIR¹ de 1897 suggère qu'il est peut-être le fils du préfet d'Égypte, à l'instar de Lucius Laberius Maximus, chevalier et préfet d'Égypte sous Domitien, dont le fils est Manius Laberius Maximus, sénateur et consulaire.
Un autre Marcus Rutilius Lupus est devenu sénateur sous Vespasien.

## Sources
- PIR² R 242 / PIR¹ R 173
- Site empereurs-romains.net, Vox Populi, « Les richissimes frères Domitius, ancêtres de Marc Aurèle, et leurs briqueteries ».